# Anna Giza-Poleszczuk
Anna Giza-Poleszczuk (ur. 1955) – polska socjolog, w latach 2012–2019 prorektor Uniwersytetu Warszawskiego, w latach 2020-2024 dziekan Wydziału Socjologii UW.

## Życiorys
Studia socjologiczne ukończyła w Instytucie Socjologii UW, doktoryzowała się na podstawie pracy pt. Życie jako opowieść. Analiza materiałów autobiograficznych w perspektywie socjologii wiedzy pod opieką Stefana Nowaka w Instytucie Filozofii i Socjologii PAN. Habilitację uzyskała w Instytucie Socjologii UW, gdzie pracuje w Zakładzie Psychologii Społecznej. Specjalizuje się w zakresie socjologii rodziny. Jej zainteresowania naukowe obejmują również socjologię ewolucyjną oraz marketing w perspektywie socjologicznej.
W latach 2012–2016 była prorektorem ds. rozwoju i polityki finansowej Uniwersytetu Warszawskiego. Od 2016 do 2019 była prorektorem ds. rozwoju. W czerwcu 2019 złożyła rezygnację z pełnienia funkcji od 1 września 2019. Od września 2020 jest dziekanem Wydziału Socjologii UW.
Była dyrektorem działu badań rynku i doradcą w zakresie komunikacji marek w grupie Unilever Polska oraz pracownikiem instytutu Millward Brown SMG/KRC.
Od 2009 jest honorowym prezesem Pracowni Badań i Innowacji Społecznych „Stocznia”.

## Publikacje
- Rodzina a system społeczny. Reprodukcja a kooperacja w perspektywie interdyscyplinarnej, 2005
- Przemiany więzi społecznych. Zarys teorii zmiany społecznej, 2004
- Strategie i system. Polacy w obliczu zmiany społecznej, 2000
- Cyganie i Polacy w Mławie, konflikt etniczny czy społeczny?, 1992.